# Henry Hollingsworth
Henry Hollingsworth (* 5. September 1997) ist ein Ruderer aus den Vereinigten Staaten. Er war 2024 Olympiadritter im Achter.

## Sportliche Karriere
Hollingsworth graduierte 2022 an der Brown University, für deren Team er auch ruderte. Nach seiner Graduierung trat er für den California Rowing Club in Oakland an.
Erst 2022 nahm Hollingsworth erstmals an den Weltmeisterschaften teil. Mit dem Vierer ohne Steuermann belegte er den zehnten Platz. Bei den Weltmeisterschaften 2023 in Belgrad ruderte der Achter aus den Vereinigten Staaten in der Besetzung Henry Hollingsworth, Clark Dean, Oliver Bub, Peter Chatain, Christopher Carlson, Alexander Hedge, Ezra Carlson, Pieter Quinton und Steuermann James Catalano. Die Crew belegte den sechsten Platz mit 0,79 Sekunden Rückstand auf den fünftplatzierten Deutschland-Achter, nur die ersten fünf Achter waren direkt für die Olympischen Spiele 2024 qualifiziert.
Am 21. Mai 2024 gewann der US-Achter in Luzern die Qualifikationsregatta der letzten Chance. In Luzern bestand die Besatzung aus Henry Hollingsworth, Nicholas Rusher, Christian Tabash, Clark Dean, Christopher Carlson, Peter Chatain, Evan Olson, Pieter Quinton und Steuermann Rielly Milne. In dieser Besetzung trat der Achter auch bei den Olympischen Spielen in Paris an. Dort siegte der britische Achter vor den Niederländern, 1,36 Sekunden dahinter überquerte das Boot aus den Vereinigten Staaten die Ziellinie. Die viertplatzierten Deutschen kamen viereinhalb Sekunden später ins Ziel.